# Hôtel impérial
Pour les articles homonymes, voir Hôtel Impérial.
L’Hôtel impérial (帝国ホテル, teikoku hoteru) est le nom porté par plusieurs hôtels de Tōkyō qui se sont succédé sur le même site, dont celui construit par l'architecte Frank Lloyd Wright dans les années 1920 est le plus connu.

## Historique
L’édifice initial avait été achevé en 1890. Pour remplacer la structure en bois d’origine, les propriétaires firent appel à Wright qui livra le bâtiment en 1923. 
L’hôtel résista au tremblement de terre de Kantō de 1923 qui atteignit une magnitude de 7,9. 
Puis le temps fit son œuvre et l'hôtel fut démoli en 1968.
Seuls la façade et les bassins furent conservés et transportés en 1976 au musée d’architecture de Meiji mura (la plupart des pièces sont de l’ère Meiji) situé à Inuyama près de Nagoya. 
Le reste de la structure laissa la place à un nouvel hôtel de luxe, géré par la chaîne d’hôtels Imperial Hotel, Ltd.

## Architecture

### L'édifice de Wright (1923-1968)

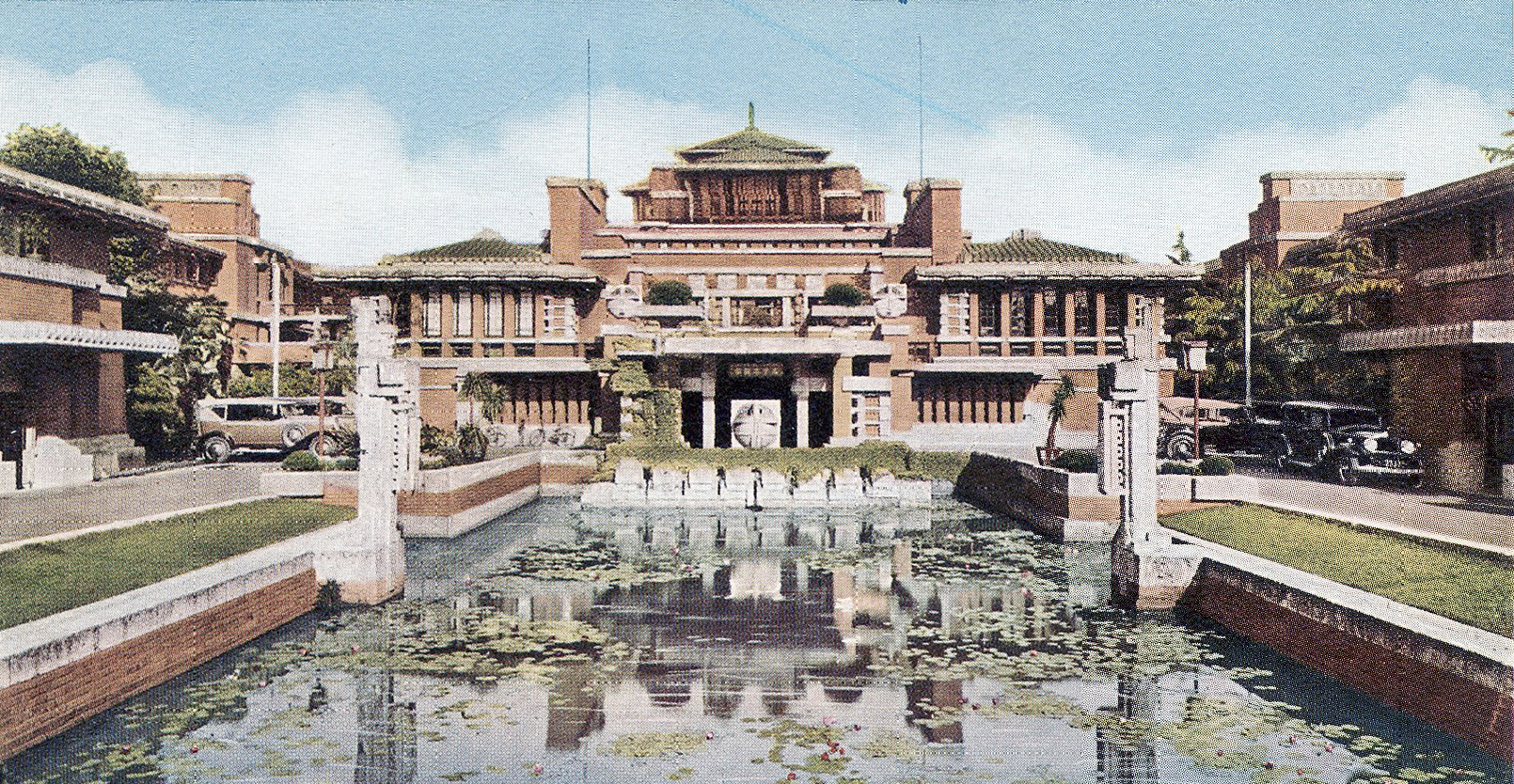
L'hôtel impérial en 1920.

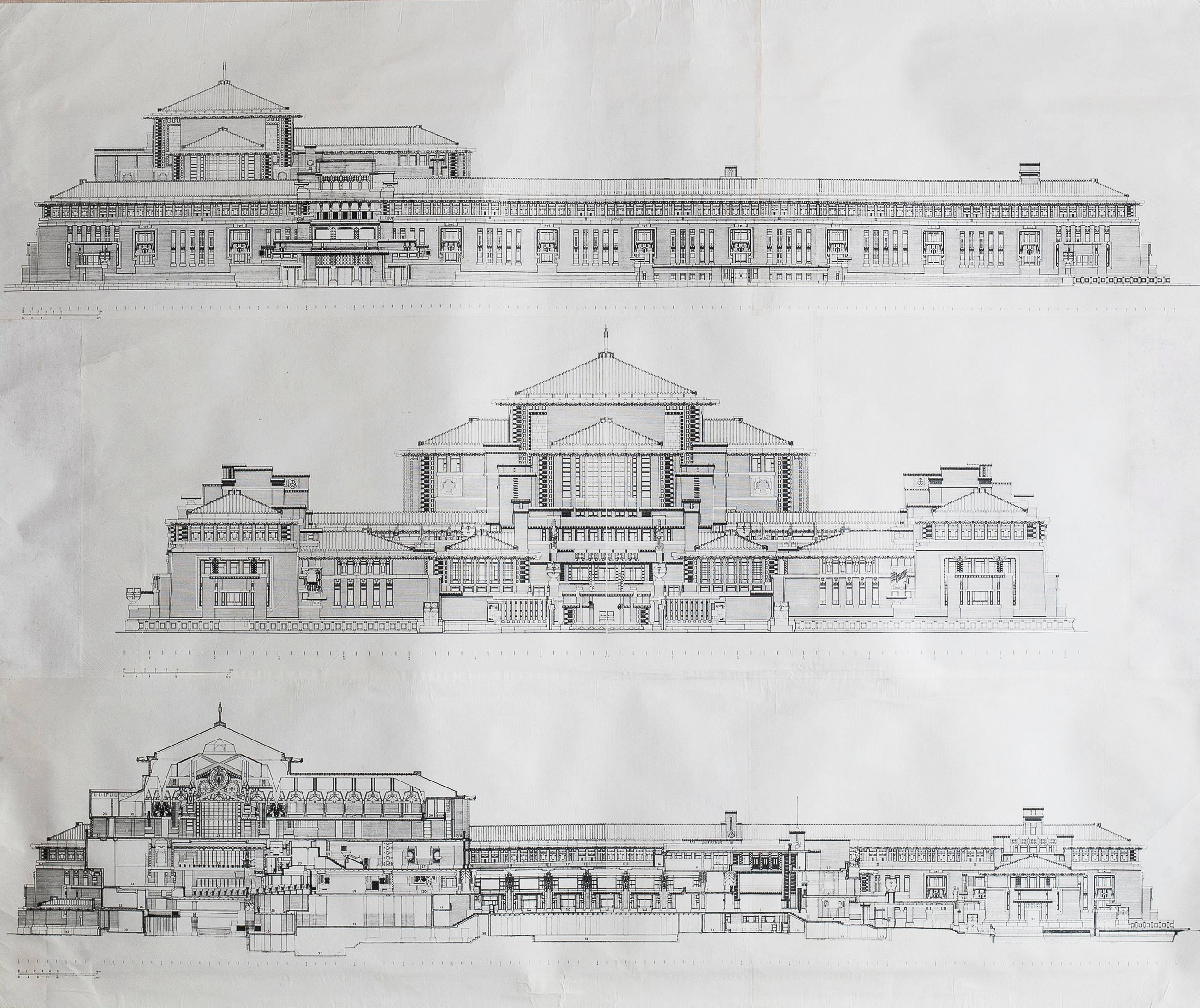
L'Imperial Hotel Tokyo sur des plans par Frank Lloyd Wright.

Frank Lloyd Wright vint à Tokyo en janvier 1913 durant quatre mois afin de préparer les travaux préliminaires. La direction de l'hôtel rendit visite à Wright dans sa résidence de Taliesin en 1916. Il retourna au Japon en 1917 et la construction de l'hôtel débuta en novembre 1918.
La version de Frank Lloyd Wright s’inspirait du style Maya, comprenant une grande structure pyramidale, et des décorations faites généralement de copies de motifs mayas. Les matériaux étaient du béton banché et des blocs de béton.
L’Hôtel impérial de Tōkyō était un des meilleurs exemples de l’utilisation du béton armé. Dans ce bâtiment, deux considérations étaient de la plus haute importance : d’une part, la construction devait résister aux tremblements de terre et d’autre part, elle devait être protégée contre les incendies qui suivaient ces derniers. 
Afin d'assurer une protection contre les incendies, il fallut abandonner les matériaux traditionnels — bois et papier — de l’architecture japonaise et se tourner vers le béton armé, la pierre et la brique. 
Afin que le bâtiment soit capable de survivre aux séismes, Wright développa un système de fondations, alliés à une charpente de soutien, qui était encore totalement inconnu en architecture. Le principe était le porte-à-faux, la charge en équilibre, évoquant le plateau que le garçon de restaurant tient à bout de bras au-dessus de sa tête. 
À la place des toits aux lourdes tuiles de l’architecture japonaise traditionnelle, le toit de l’Hôtel impérial était recouvert de minces plaques de cuivre. Toute la construction reposait sur un ensemble de minces montants en béton, d’une profondeur de neuf pieds (environ 2,75 mètres) et ayant un intervalle de deux pieds (environ 60 centimètres), qui reliaient le bâtiment à une couche d’argile. La souplesse — obtenue grâce au béton armé — fut le principe qui sauva le bâtiment lors du séisme de Tōkyō de 1923.

### L'édifice actuel (depuis 1968)
Il a été construit en 1968 et compte 772 chambres.

## Clients notables
Lors de son séjour japonais dans les années 1940, l'architecte française Charlotte Perriand y est descendue.